# Patrick Chinamasa
Patrick Chinamasa (né le 25 janvier 1947), est un homme politique zimbabwéen. Il est ministre des Finances de 2017 à 2018. Il est ministre de la Justice de 2000 à 2013.
Il fait l'objet d'un mandat d'arrêt en 2002. En 2009, il a été retenu pendant six heures dans un aéroport allemand à cause d'un problème de visa, car il figurait sur la liste des membres du parti du président Mugabé à qui l'Union Européenne avait fermé ses portes.